# 晴海橋梁

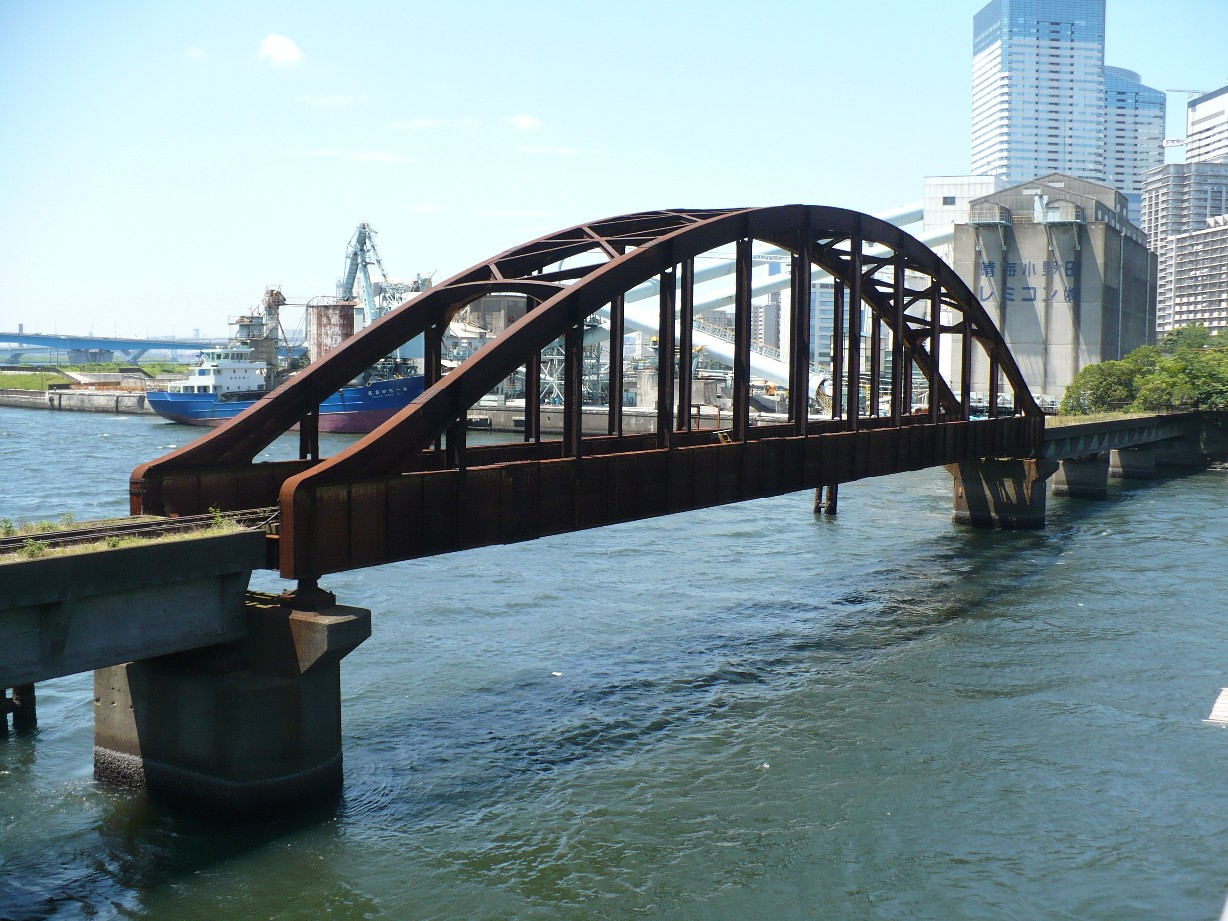
廃止後の晴海橋梁

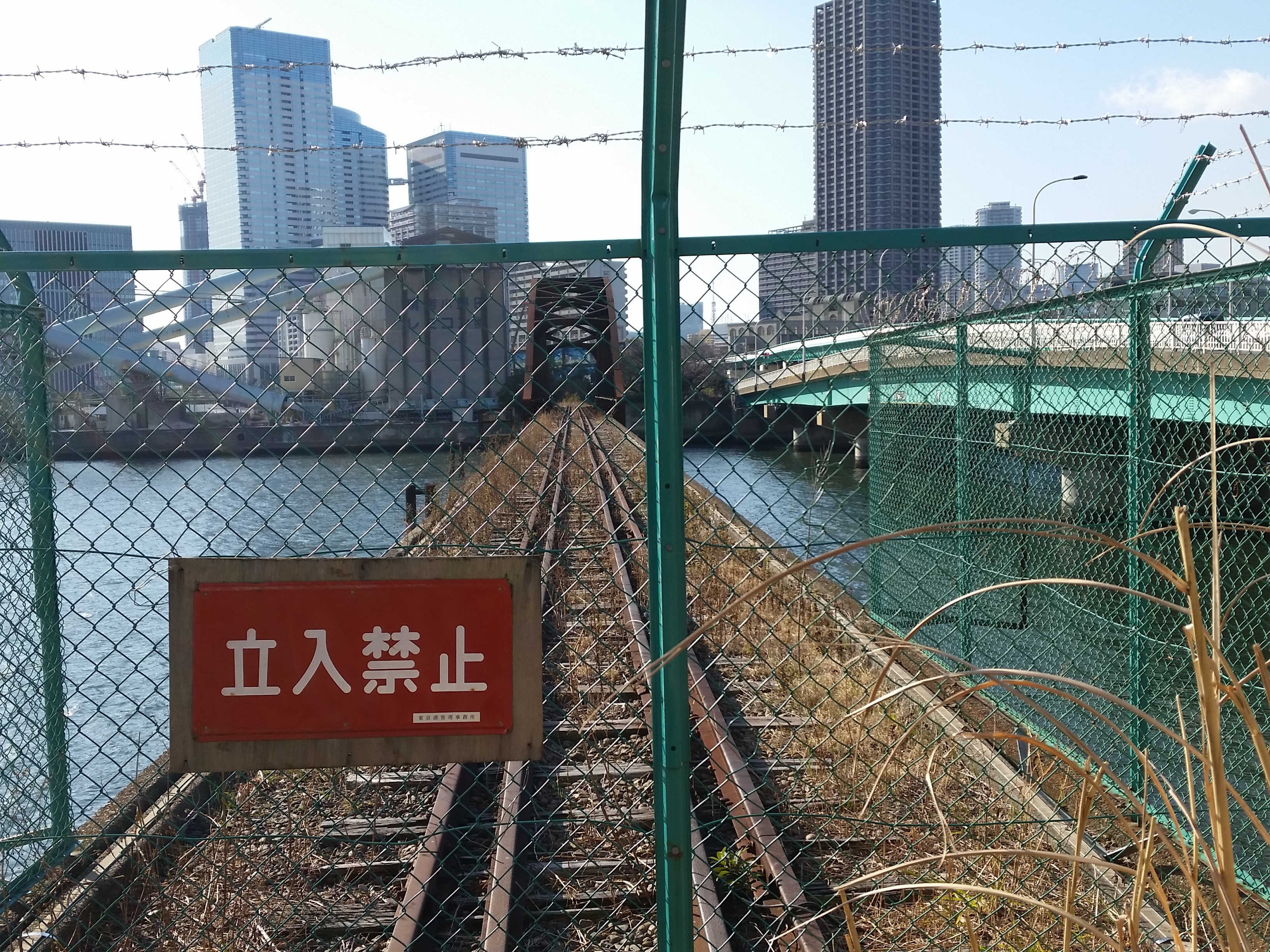
豊洲から晴海を見る

晴海橋梁（はるみきょうりょう）は、東京都中央区晴海と江東区豊洲にある東京都港湾局専用線（晴海線）の鉄道橋（廃橋）である。

## 概要
国鉄越中島支線の越中島駅（現越中島貨物駅）から豊洲石炭埠頭までを東京都港湾局専用線（深川線）として開業していたが、深川線の深川線分岐点から分岐し晴海埠頭までを東京都港湾局専用線（晴海線）として建設した際、晴海運河に架かる橋梁として1957年（昭和32年）11月26日に完成し、同年12月17日に供用開始した。
トラック輸送への転換による臨港鉄道の衰退により、晴海線が1989年（平成元年）2月10日に廃止となり、東京都港湾局専用線が全廃となった。本橋梁も同時に供用廃止となったが、撤去されずに当時の姿のままの遺構として現存している。
本橋梁は歴史的鉄道遺構としての保存、人道橋や公園としての活用が要望・検討されてきたが、2021年（令和3年）4月、耐震補強工事を施した上で歴史的価値を残しながら遊歩道橋に改修し、春海橋公園の施設として管理運営されることが東京都港湾局より発表された。

## 諸元
- 種別 - 鋼鉄道橋
- 形式 - 下路式ローゼ桁
- 橋長 - 58.8m（前後の鉄筋コンクリート桁は含まず）
- 径間数 - 1径間
- 支間 - 58.8m
- 線数 - 単線
- 活荷重 - KS-16
- 竣工 - 1957年（昭和32年）11月26日
- 施主 - 東京都港湾局
- 橋梁設計 - 国鉄東京工事局
- 橋桁製作 - 石川島重工業

## その他
この他の専用線の橋として、深川線の豊洲運河に豊洲橋梁が架かっていたが、2000年（平成12年）に撤去され、橋脚が残っているのみとなっている。